# Chariter

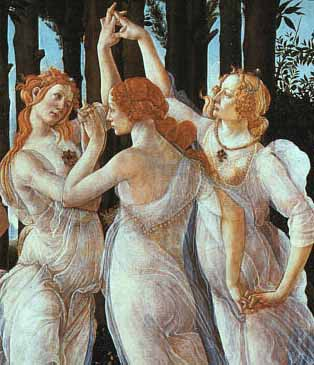
De tre gracerna från Sandro Botticellis målning Primavera eller Våren (cirka 1482).

Chariterna (grekiska Χάριτες Chárites, från verbet chairein som betyder "att glädjas"), kariterna, eller gracerna, var behagens gudinnor. Vanligtvis sägs de vara döttrar till Charis som i Iliaden är namnet på Hefaistos maka, medan i Odyssén denna plats intas av kärleksgudinnan Afrodite själv. Vanligen nämnas chariterna i flertal, hos Homeros i obestämt antal och utan individuella namn.
I Boiotien, där Orchomenos var en huvudort för deras dyrkan, var de av gammalt tre, behagets och glädjens gudinnor, och benämns av Hesiodos Aglaia ("den glänsande"), Eufrosyne ("munterhet") och Thalia (’den blomstrande’), vanligen kallade ”de tre gracerna”. De är döttrar till Zeus och okeaniden Eurynome. De förknippas med livets behagligare sidor: lek, spel, fester, skönhet och lycka. De var de goda egenskapernas gudinnor, visdom, skönhet, glädje, charm etcetera. De tjänade Afrodite, kärlekens och skönhetens gudinna, och hennes son Eros. De dansade och sjöng för gudarna tillsammans med muserna till Apollons lyra.
I Aten och Sparta kände man, åtminstone under äldre tid, endast två chariter, vilka på förra stället kallades Auxo ("befordrarinna av växtlighet") och Hegemone ("anförarinna"), på det senare Kleta ("den ljudande") och Faenna ("den skimrande").

## I konsten
Under renässansen inspirerade en romersk skulptur av de tre gracerna, på Piccolominibiblioteket i Siena de flesta verken med detta tema. Gracerna återges tillsammans med andra figurer i Botticellis målning Våren. Rafael målade också De tre gracerna, en tavla som är utställd i slottet i Chantilly (Frankrike). Under barocken återupplivade Rubens temat med en ny stil i De tre gracerna. Bland andra konstnärliga verk finns de berömda skulpturerna av Antonio Canova och Bertel Thorvaldsen.

## Galleri

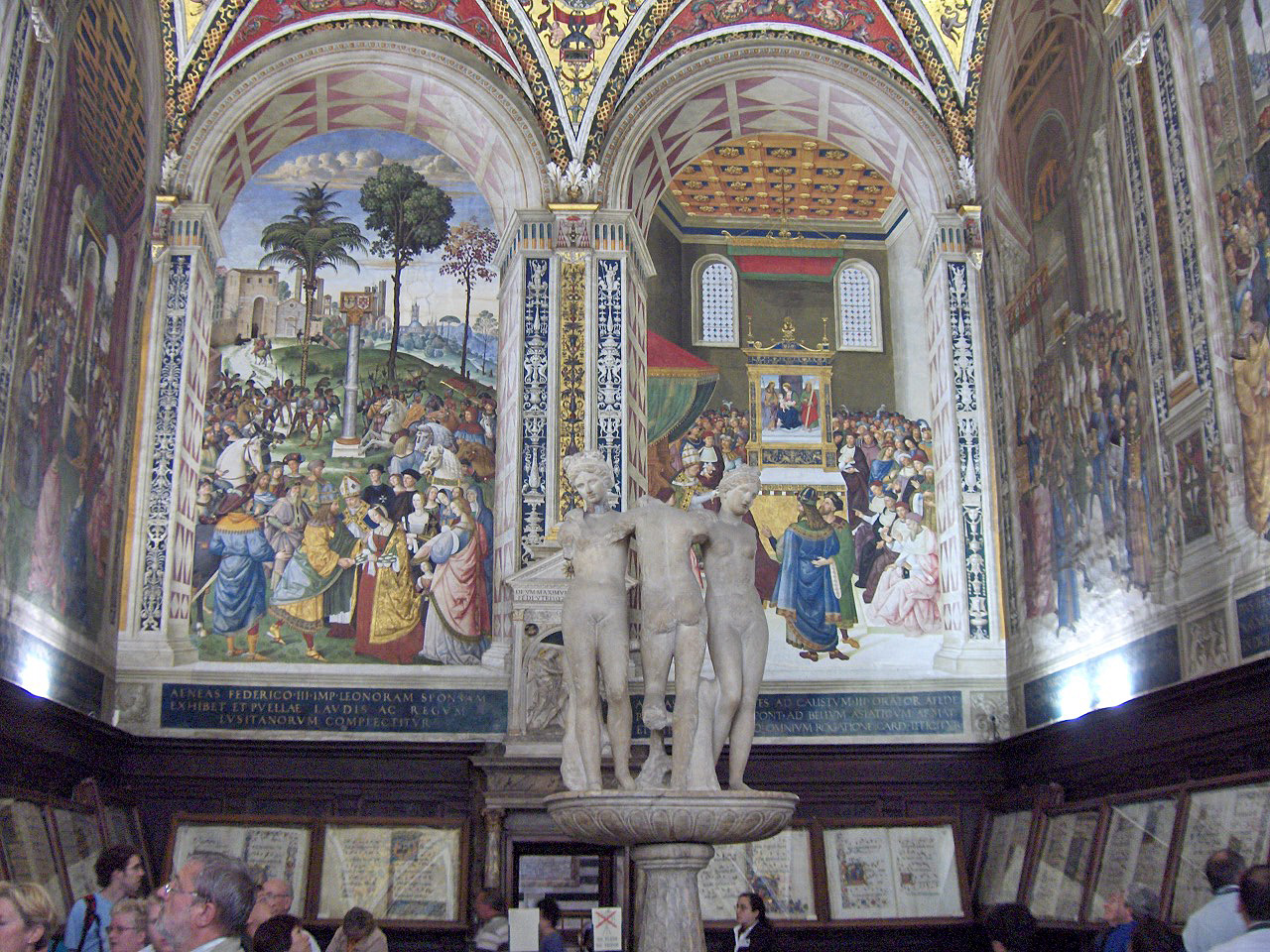
Romersk skulpturgrupp i Piccolominibiblioteket i Siena.
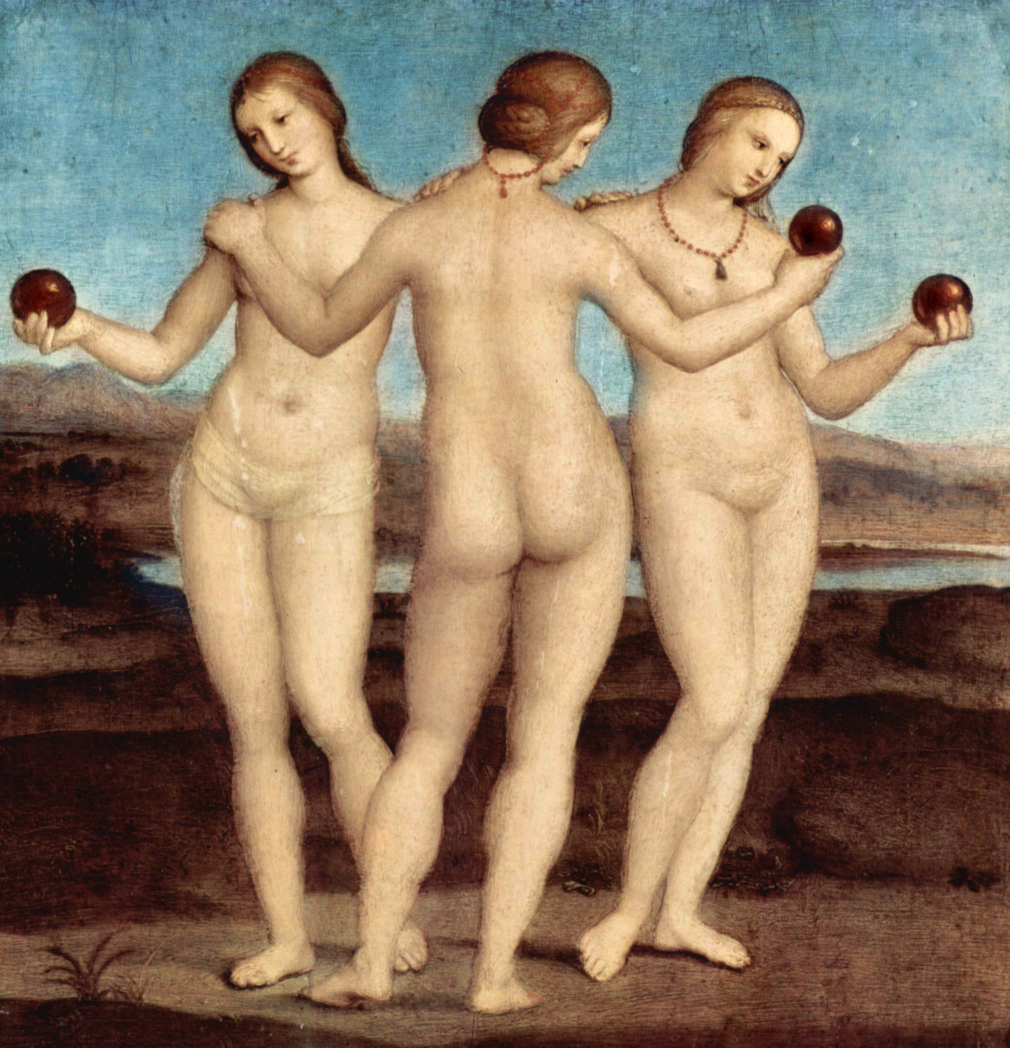
Det tre gracerna av Rafael, 1504.
Det tre gracerna av Rubens runt 1637.
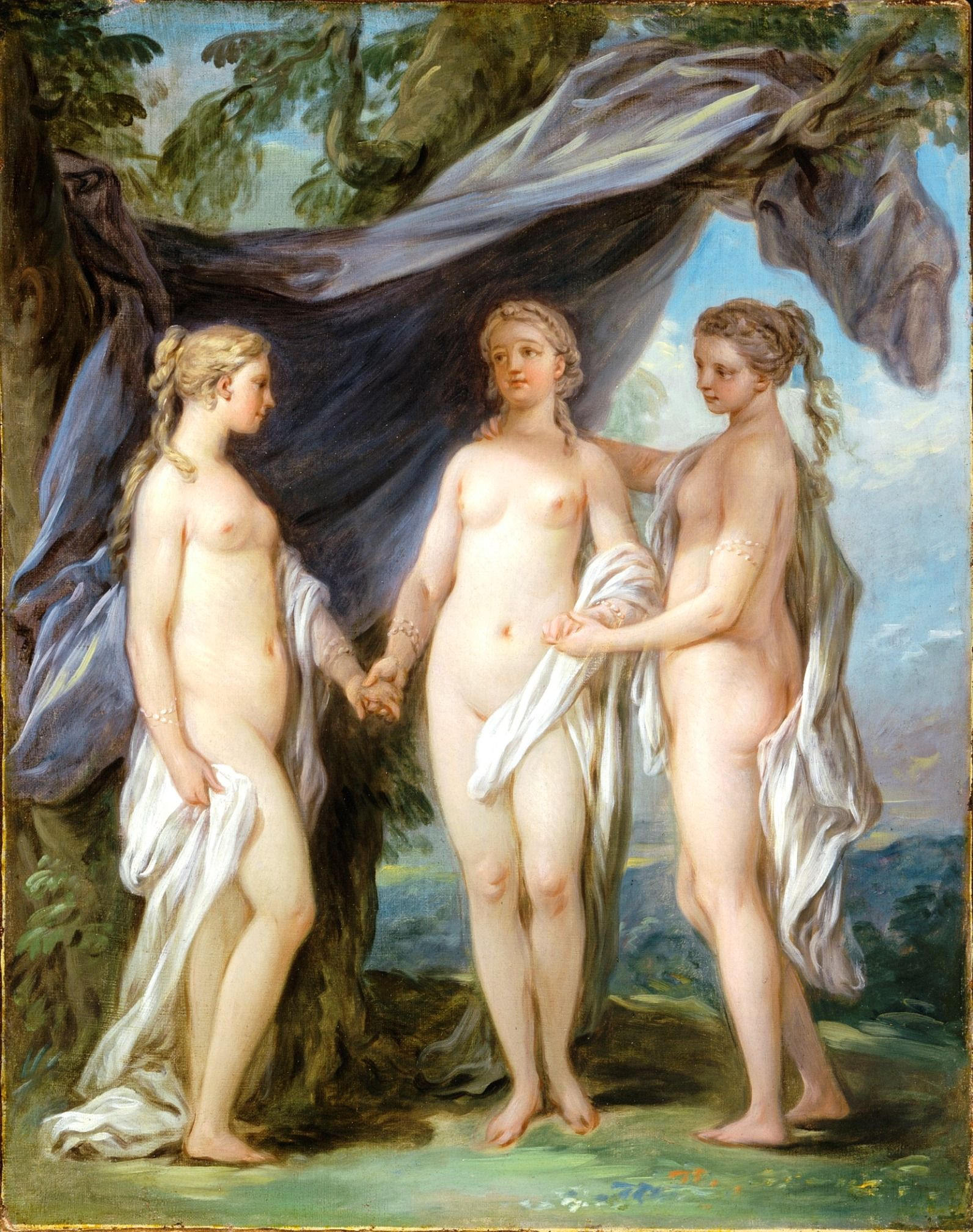
De tre gracerna av Charles-André van Loo 1763.
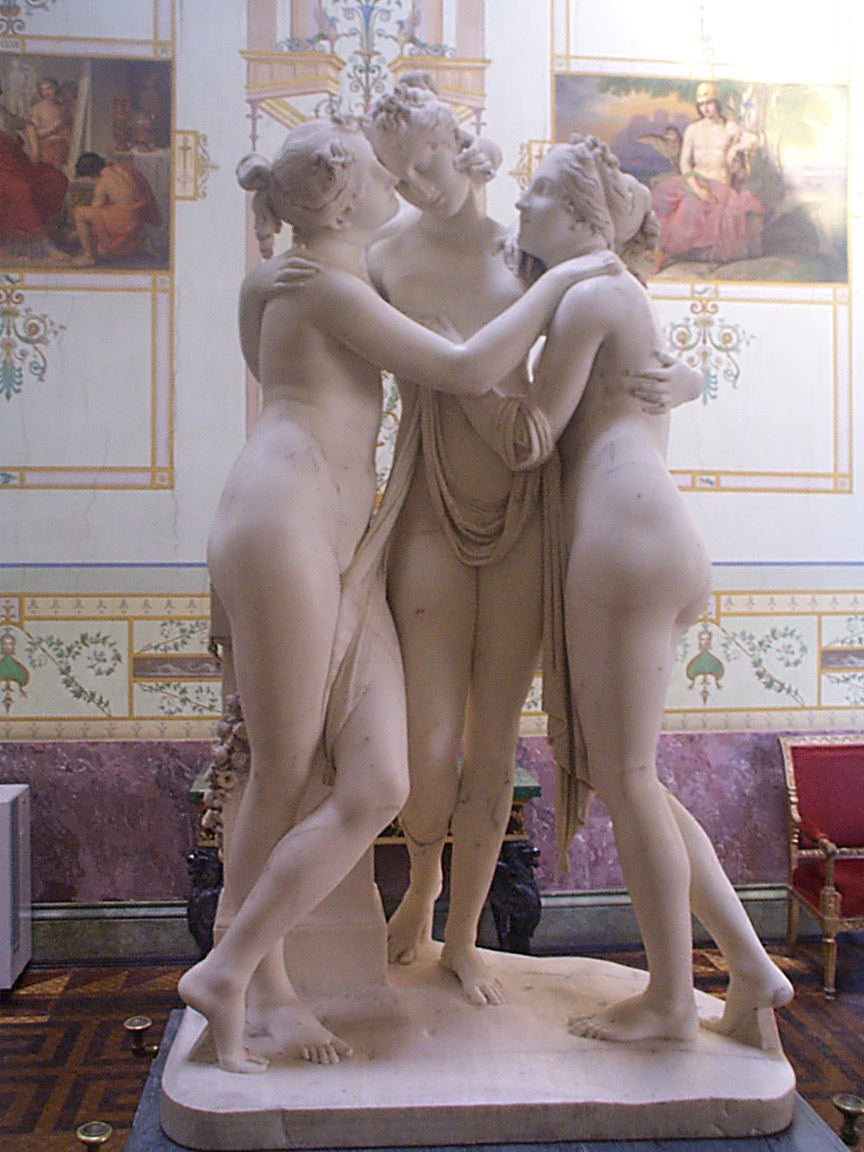
Det tre gracerna av Antonio Canova, nu i Eremitaget.